# Sven R. Hartmann
Sven Richard Hartmann (* 22. Februar 1932 in New York City; † 17. Dezember 2021 in High Falls, New York) war ein US-amerikanischer Physiker.

## Leben und Werk
Hartmann studierte am Union College in Schenectady mit dem Bachelor-Abschluss 1954. Danach setzte er sein Studium an der University of Minnesota fort, wurde aber bald darauf in die Air Force einberufen, wo er zwei Jahre als Leutnant und mit physikalischen Aufgaben betraut auf dem Wright Air Development Center in Dayton arbeitete. Er wurde 1961 an der University of California, Berkeley, bei Erwin Hahn promoviert. 1962 wurde er Assistant Professor an der Columbia University, wo er 1976 eine volle Professur erhielt.
Seine Dissertation bei Hahn war über ein Doppelresonanzexperiment in NMR und sie führten dabei die Technik der Cross Polarization ein. 1964 gelang ihm mit Isaac Abella und ihrem Studenten Norman Kurnit die Demonstrationen von Photonenechos in der Laserspektroskopie in Analogie zu den von Erwin Hahn entdeckten Spinechos.
1983 erhielt er den R. W. Wood Prize. Er war Fellow der American Physical Society und der Optical Society of America. Ab 1963 war er Sloan Research Fellow und 1978 Guggenheim Fellow.
Zu seinen Schülern gehören Daniel R. Grischkowsky und Alexander Lvovsky.